# Cepòlids

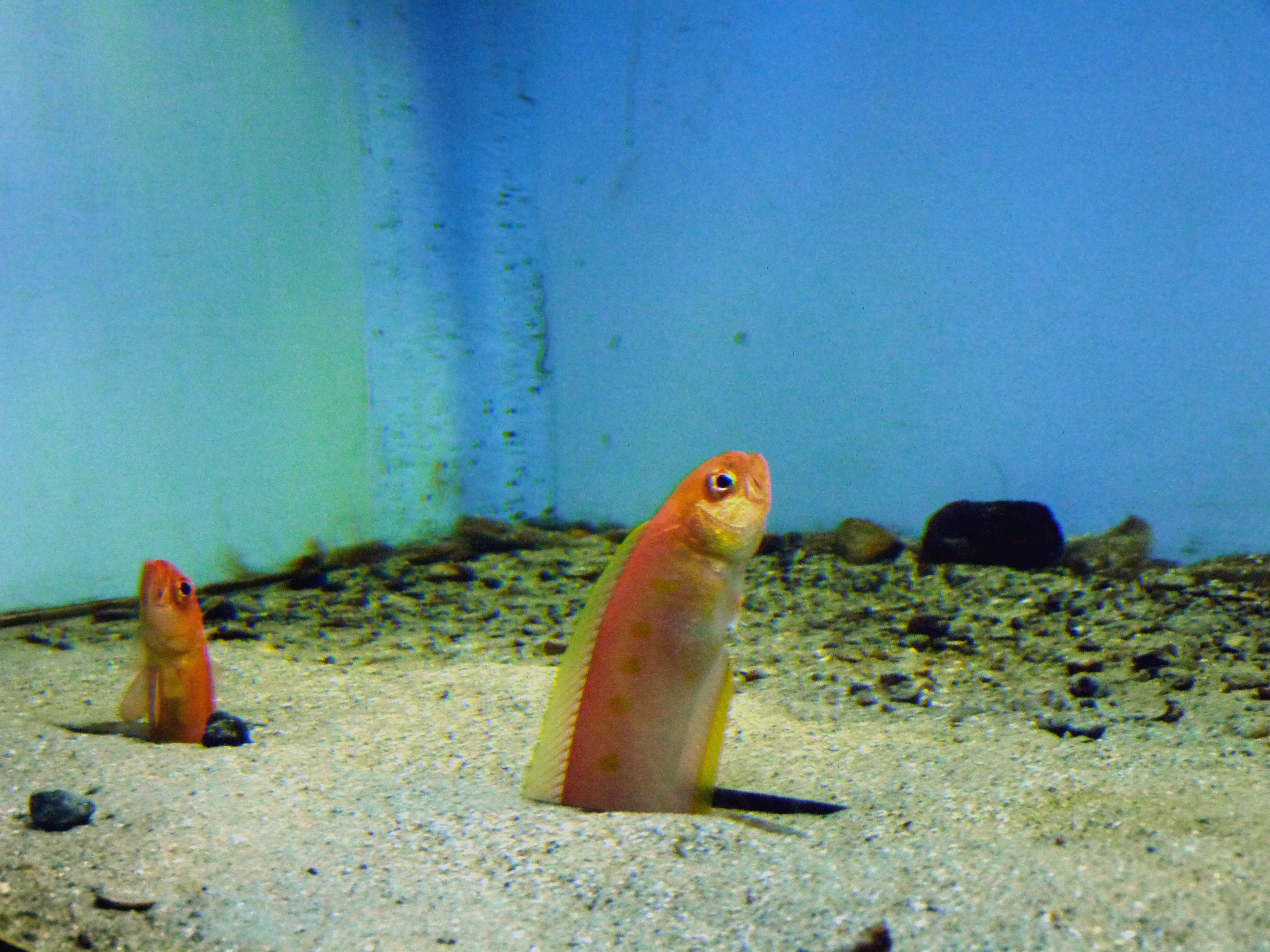
Acanthocepola krusensternii

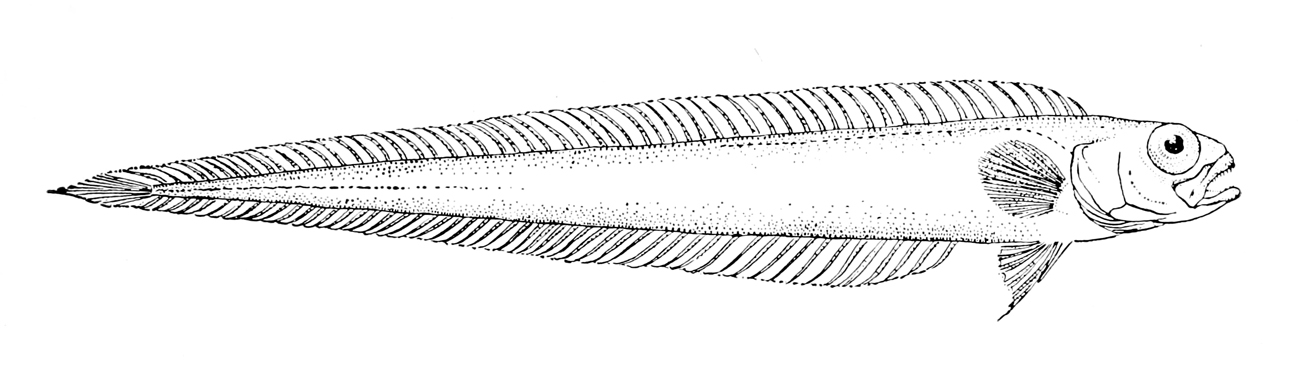
Cepola australis

Els cepòlids (Cepolidae) constitueixen una família de peixos de l'ordre dels perciformes.

## Particularitats
La família Cepolidae és l'única família de la superfamília Cepoloidea. A la Mediterrània en viu una sola espècie, Cepola rubescens, coneguda amb els noms de pixota vermella, veta, flàmula, lligacama, etc.

## Morfologia
- Cos acintat, allargat, extremadament comprimit i acabat en punta.
- La longitud màxima correspon a l'espècie Cepola rubescens que pot assolir els 70 cm.
- Els colors corporals predominants són rogencs o rosencs.
- L'aleta dorsal és llarga i s'uneix amb la caudal, que se solda amb l'anal.
- El cap és curt i tenen uns ulls grossos i circulars.
- La boca és petita, obliqua i proveïda de dents.
- Les escames són petites.[4]

## Reproducció
Els ous són pelàgics.

## Alimentació
Mengen zooplàncton.

## Distribució territorial
Es troba als oceans Atlàntic (incloent-hi la Mediterrània), Índic i Pacífic, i a les seues mars respectives.

## Taxonomia
- Gènere Acanthocepola (Bleeker, 1874)[5]
  - Acanthocepola abbreviata (Valenciennes, 1835)[6]
  - Acanthocepola indica (Day, 1888)[7]
  - Acanthocepola krusensternii (Temminck & Schlegel, 1845)[8]
  - Acanthocepola limbata (Valenciennes, 1835)[6]
- Gènere Cepola[9]
  - Cepola australis (Ogilby, 1899)
  - Cepola haastii (Hector, 1881)
  - Cepola macrophthalma (Linnaeus, 1758)[10]
  - Cepola pauciradiata (Cadenat, 1950)
  - Cepola schlegelii (Bleeker, 1854)
- Gènere Owstonia[11]
  - Owstonia dorypterus (Fowler, 1934)
  - Owstonia grammodon (Fowler, 1934)
  - Owstonia maccullochi (Whitley, 1934)
  - Owstonia macrophthalmus (Fourmanoir, 1985)
  - Owstonia nigromarginatus (Fourmanoir, 1985)
  - Owstonia pectinifer (Myers, 1939)
  - Owstonia simoterus (Smith, 1968)
  - Owstonia sarmiento (Liao, Reyes & Shao, 2009)[12]
  - Owstonia tosaensis (Kamohara, 1934)
  - Owstonia totomiensis (Tanaka, 1908)
  - Owstonia weberi (Gilchrist, 1922)
- Gènere Pseudocepola[13]
  - Pseudocepola taeniosoma (Kamohara, 1935)[14]
- Gènere Sphenanthias
  - Sphenanthias sibogae (Weber, 1913)[15][16]